# (953) Painleva
(953) Painleva est un astéroïde de la ceinture principale.
Il a été ainsi baptisé en hommage à Paul Painlevé (1863-1933), mathématicien et homme politique français.